# 巴拉洪基农村居民点
巴拉洪基农村居民点（俄语：Балахонковское сельское поселение）是俄罗斯联邦伊万诺沃州伊万诺沃区所属的一个农村居民点。其下辖有28个居民点，行政中心为巴拉洪基。据2016年统计，该农村居民点的人口为1506人。